# Isohypsibius tuberculoides
Isohypsibius tuberculoides är en djurart som tillhör fylumet trögkrypare, och som först beskrevs av Mihelcic 1949.  Isohypsibius tuberculoides ingår i släktet Isohypsibius och familjen Hypsibiidae. Inga underarter finns listade i Catalogue of Life.